# Большое Седельниково
Большое Седельниково — деревня в Сысертском районе Свердловской области России. Входит в Сысертский муниципальный округ.
Ранее деревня входила в состав Патрушевского сельсовета Сысертского района.

## Географическое положение
Большое Седельниково расположено в преимущественно лесной местности на реке Арамилке (правый приток реки Исети), возле Матвеевской горы. Возле деревни река образует несколько небольших прудов. Деревня находится к югу от Екатеринбурга и в 19 километрах (по автодорогам в 28 километрах) к северо-северо-западу от города Сысерти. К востоку от деревни находится деревня Малое Седельниково. В четырёх километрах к западо-юго-западу от деревни находится железнодорожная станция Седельниково окружной железнодорожной линии Екатеринбурга. Почва – чернозём и суглинок.
Расстояние до Челябинского тракта составляет около 5 километров по дороге, до аэропорта Кольцово — около 10 километров.

## История деревни
Поселение возникло в первых годах XVIII века. Все сельчане были православными, по сословию — бывшие сельские работники казённых заводов. В начале XX века главными занятиями сельчан были земледелие, работа на золотых приисках, рудниках и торфяниках, добыча огнеупорного камня и огородничество.

## Покровская церковь
В августе 1872 года по благословению архиепископа Антония была заложена каменная, однопрестольная церковь, которая была освящена в честь Покрова Пресвятой Богородицы 16 июня 1877 года по благословению Преосвященного Вассиана. В начале XX века притч состоял их двух деревянных домов, принадлежащих церкви. Церковь была закрыта в 1930 году.
В 1878 году деревянная часовня была перенесена в Малое Седельниково.
В начале XX века ежегодно проходили три крестных хода, кроме обычных: первый на гору, откуда брали камень для постройки храма, в праздник Преображения Господня; второй ко ключу, в праздник Вознесения Господня; третий в деревню Малое Седельниково, 23 апреля.

## Школа
В декабре 1885 года была открыта земская школа, которая помещалась в общественном здании. В настоящее время там работает средняя школа №10.

## Население
| 2002 | 2010  | 2021  |
| ---- | ----- | ----- |
| 1936 | ↗1965 | ↘1762 |

Структура
По данным Всероссийской переписи населения 2002 года, национальный состав Большого Седельникова следующий: русские — 81 %, удмурты — 11 %, татары — 3 %. По данным переписи населения 2010 года, в деревне проживали 929 мужчин и 1036 женщин.

## Инфраструктура
В Большом Седельникове имеются православный храм во имя Покрова Пресвятой Богородицы, клуб с библиотекой, средняя школа и детский сад, почтовое отделение, фельдшерско-акушерский и аптечный пункты, пожарный пост, несколько продуктовых магазинов и алкомаркет, питомник, два шиномонтажа. Также в деревне есть ипподром, где проходят конно-спортивные праздники.
До деревни можно добраться на автобусе из Екатеринбурга и Сысерти.

### Промышленность
В черте деревни находится крупная кроличья ферма ООО «Раббит».
Прочие предприятия деревни:
- ООО торгово-производственный комплекс «Изумруд»,
- ООО НПП «Адуляр» (строительство),
- ООО «Велес» (деревообработка).